# 1041 Asta
1041 Asta é um asteroide da cintura principal. Foi o 1041º asteroide a ser descoberto. Ele foi descoberto por Karl Wilhelm Reinmuth em 22 de Março de 1925. Sua designação provisória foi 1925 FA.